# Мастигонема

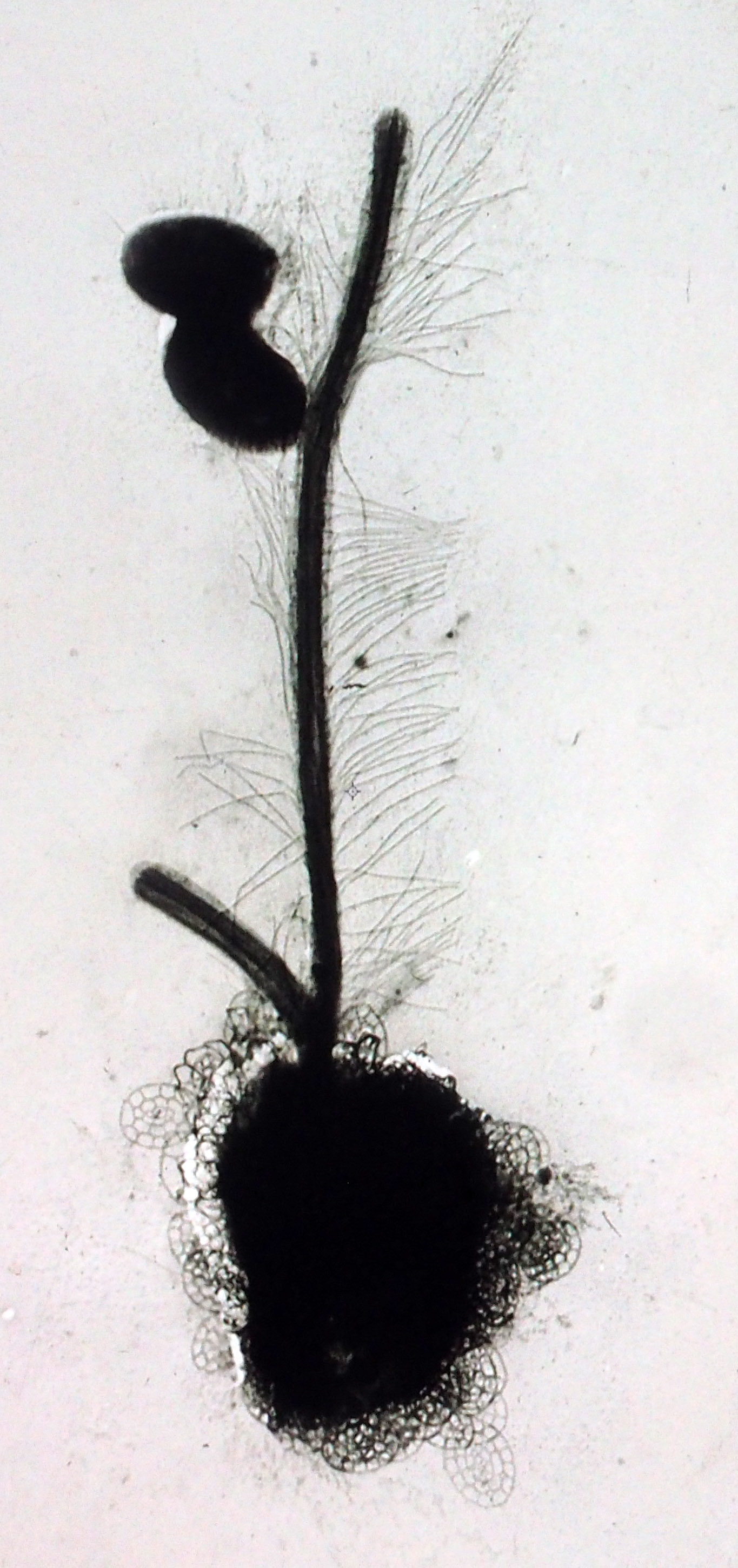
Золотистая водоросль Paraphysomonas butcheri с мастигонемами на длинном жгутике

Мастигоне́мы (от др.-греч. μάστιξ — «бич» и νῆμα — «нить») — тонкие придатки жгутика некоторых эукариотических клеток. Имеют разнообразное строение и размеры. Служат для улучшения сцепления жгутика со средой. Своеобразные мастигонемы страменопил приводят к движению клетки в обратном направлении по сравнению с такой же клеткой без мастигонем.
Мастигонемы делятся на трубчатые и простые; трубчатые состоят, как правило, из двух или трёх отделов. Трёхчленные мастигонемы встречаются главным образом у страменопил, двучленные — у криптофитовых водорослей, а простые — и у этих, и у ряда других групп. У клеток, имеющих много жгутиков, а также у клеток с ресничками и у паразитических форм мастигонем нет.
Длина мастигонем — порядка микрометра, толщина — единицы или десятки нанометров. Трубчатые мастигонемы более толстые (обычно >15 нм) и жёсткие, чем простые. И те и другие (в случаях, когда их состав известен) состоят из гликопротеинов (у большинства организмов) или полисахаридов (у зелёных и харофитовых водорослей).

## Описание

### Мастигонемы страменопил

Жгутиконосец Cafeteria roenbergensis (страменопилы) с двумя рядами мастигонем на длинном жгутике

Для страменопил характерны трёхчленные мастигонемы на переднем жгутике. Это их единственный синапоморфный морфологический признак. Типичная мастигонема страменопил состоит из основы в форме морковки длиной 0,1—0,3 мкм, трубчатого участка длиной 0,7—2,0 мкм и диаметром 13—20 нм и одного — трёх очень тонких концевых волосков длиной до 0,5 мкм. У золотистых водорослей на трубчатой части могут быть и боковые волоски. Мастигонемы страменопил расположены на жгутике двумя противостоящими рядами, соединяясь с двумя противоположными дублетами микротрубочек аксонемы. Могут быть прикреплены по одной или пучками. Ряды мастигонем лежат в плоскости изгибания жгутика, что важно для их работы.
Мастигонемы страменопил повышают эффективность работы жгутика. При этом они обращают направление движения клетки: при наличии мастигонем волна, пробегающая по жгутику от основания к кончику (как обычно бывает у страменопил), перемещает организм в направлении своего движения, а при отсутствии — в противоположную. В связи с этим Томас Кавалье-Смит в 1986 году назвал мастигонемы страменопил ретронемами. Но впоследствии некоторые авторы стали понимать под этим названием двучленные трубчатые мастигонемы, характерные для криптофитовых водорослей.
Мастигонемы страменопил образуются в специальных прямоугольных расширениях эндоплазматической сети или ядерной мембраны; «пачки» формирующихся мастигонем (промастигонем) легко различимы под электронным микроскопом. Позже мастигонемы выделяются на поверхность клетки и транспортируются по её мембране на жгутик. У опалины Proteromonas мастигонем на жгутиках нет, но они есть на самой клетке (единственный известный случай среди страменопил), а именно на её задней части. Такие мастигонемы называются соматонемами. У золотистых водорослей вместе с трёхчленными мастигонемами есть простые (не поделённые на отделы), более тонкие и длинные.
Белки мастигонем страменопил некоторыми доменами похожи на тенасцины — внеклеточные гликопротеины животных, что может указывать на их происхождение от каких-либо внеклеточных гликопротеинов.

### Мастигонемы криптист

Клетка криптофитовой водоросли с двумя рядами мастигонем на длинном жгутике и одним — на коротком

У одной из групп криптист — криптофитовых водорослей — есть двучленные мастигонемы (состоящие из трубчатой основной части и одного или нескольких тонких концевых волосков). Таким строением они отличаются от мастигонем всех остальных организмов. У Hemiselmis, в отличие от других криптофитов, волоски (разной длины) есть и на трубчатой части мастигонем. Как правило, мастигонемы криптофитов расположены двумя рядами на длинном жгутике (где они имеют длину около 1,5 мкм) и одним — на коротком (где они короче — около 1,0 мкм — и могут иметь другое количество и длину концевых волосков). Встречаются и другие варианты их расположения.
Мастигонемы криптофитов, как и страменопил, образуются в эндоплазматической сети и полостях, образованных ядерной мембраной. Вместе с двучленными (трубчатыми) мастигонемами у этих организмов бывают и нетрубчатые. Кроме того, жгутики криптофитов могут быть покрыты органическими чешуйками диаметром около 150 нм.
Кроме криптофитов, трубчатые мастигонемы известны и у некоторых других криптист — Palpitomonas и Lateronema. Их мастигонемы трёхчленны (следы трёхчленности прослеживаются и у мастигонем криптофитов). Судя по родственным связям этих организмов, трёхчленные мастигонемы, вероятно, были и у последнего общего предка криптист, причём, согласно реконструкциям, они у него покрывали только передний жгутик, как и у страменопил. Однако гомологичны ли мастигонемы криптист и страменопил, неизвестно.
Направление движения клетки мастигонемы криптист (как криптофитовых, так и других), насколько известно, не обращают.

### Мастигонемы других организмов
У организмов других групп встречаются почти исключительно простые мастигонемы. Для динофлагеллят (представителей альвеолят — ближайших родственников страменопил) характерны 1-3 ряда мастигонем на продольном жгутике и 1 ряд — на поперечном. Мастигонемы динофлагеллят могут соответствовать концевым волоскам мастигонем страменопил. Среди ризарий мастигонемы встречаются редко — лишь у церкозоев (например, хлорарахниофитовых водорослей и Metromonas) и фораминифер. У хлорарахниофитовых водорослей мастигонемы очень тонкие и покрывают жгутик со всех сторон; для фораминифер характерна единственная мастигонема на конце жгутика. У большинства гаптофитовых жгутики гладкие, но у некоторых (Pavlovaceae) оба жгутика покрыты простыми мастигонемами. У водоросли Reticulosphaera socialis, принадлежность которой к гаптофитам спорна, мастигонемы толстые, трубчатые, одночленные и есть не только на жгутике, но и на остальной поверхности клетки. У эвгленовых водорослей на жгутике есть мастигонемы сразу двух типов: короткие, соединённые в пучки по 3-4, расположенные спирально, и длинные, расположенные в ряд по одной. Их длина лежит в пределах от десятых долей микрометра до нескольких мкм, а толщина составляет около 5 нм. Простые мастигонемы характерны и для некоторых других эвгленозой (бодонид), встречаясь как на жгутике, так и на теле клетки (соматонемы). У глаукофитовых водорослей на каждом жгутике есть два ряда мастигонем. Среди зелёных водорослей мастигонемы есть лишь у немногих представителей. Кроме того, на их жгутиках встречаются полисахаридные трубчатые волоски или волосовидные чешуйки, образующиеся в комплексе Гольджи, тоже иногда называемые мастигонемами. У высших растений мастигонем нет. Это относится и к большинству заднежгутиковых, но у хоанофлагеллат и хоаноцитов губок мастигонемы обнаружены. У губок они расположены двумя рядами, имеют длину 0,2—0,3 мкм и диаметр 2 нм.

## История исследования и объём понятия
Мастигонемы впервые описал Фридрих Лёффлер в 1889 году у золотистой водоросли Monas. Он смог увидеть их в световой микроскоп благодаря окрашиванию препарата красителем для бактерий, который покрыл мастигонемы, сильно увеличив их толщину. В 1894 году немецкий учёный Альфред Фишер, использовавший подобное окрашивание, обнаружил подобные структуры и у ряда других организмов. Он ввёл названия Flimmergeisseln («ресничные жгутики») для жгутиков с придатками и Peitschengeisseln («жгутики-кнуты») для гладких; отсюда происходит название мастигонем Flimmer, которое вошло в употребление.
Термин «мастигонема» (фр. mastigonème) предложил французский биолог Жорж Дефляндр в 1934 году. До появления электронного микроскопа работы об этих структурах привлекали мало внимания или сталкивались с открытым недоверием. В 1940-х — 1950-х годах существование мастигонем было подтверждено электронной микроскопией. Оказалось, что у разных организмов придатки жгутиков имеют разное строение, и высказывалось мнение, что введение объединяющего их термина создаёт ложное впечатление об их однотипности. Тем не менее в 1972 году американский биолог Джордж Бенджамин Бук определил мастигонемы как любые существенно нитчатые придатки жгутиков, чётко отличимые от жгутика или его аморфных покровов. Под такое определение подпадают отростки жгутиков множества групп эукариот. Иногда объём понятия мастигонем ограничивают наиболее толстыми придатками, особенно трёхчленными, характерными для жгутиков страменопил. Некоторые авторы считают термин «мастигонема» устаревшим, называя эти структуры жгутиковыми волосками (англ. flagellar hairs).